# Jurij Neumann
Jurij Neumann (* 3. Dezember 1968 in Berlin) ist ein deutscher Regisseur.
Von 1991 bis 1994 studierte er an der Freien Universität Berlin Nordamerikastudien und Publizistik.

## Filmographie (Auswahl)
- 2000: Vor der Stille (auch Drehbuch)
- 2004–2005: Bianca – Wege zum Glück
- 2001–2006: Gute Zeiten, schlechte Zeiten
- 2004–2006: Hinter Gittern – Der Frauenknast
- 2006: Schmetterlinge im Bauch
- 2007: Mitten im 8en
- 2009–2010: Hanna – Folge deinem Herzen
- 2012: Anna und die Liebe
- 2014: Verbotene Liebe
- 2014–2015: In aller Freundschaft
- 2015: In aller Freundschaft – Die jungen Ärzte
- 2015: Mila
- 2015–2016: Herzensbrecher – Vater von vier Söhnen
- 2007–2018: Alles was zählt
- 2018: Meine Mutter ist unmöglich
- 2019: Alles oder nichts
- 2020: Meine Mutter will ein Enkelkind
- 2018–2021: Bettys Diagnose
- 2021: Meine Mutter und plötzlich auch mein Vater
- 2023: Hotel Mondial